# Bataille des Quatre Jours
Deuxième guerre anglo-néerlandaise
Batailles
- Lowestoft
- Vågen
- Quatre Jours
- North Foreland
- Vliestromm
- Cap Dungeness
- Medway

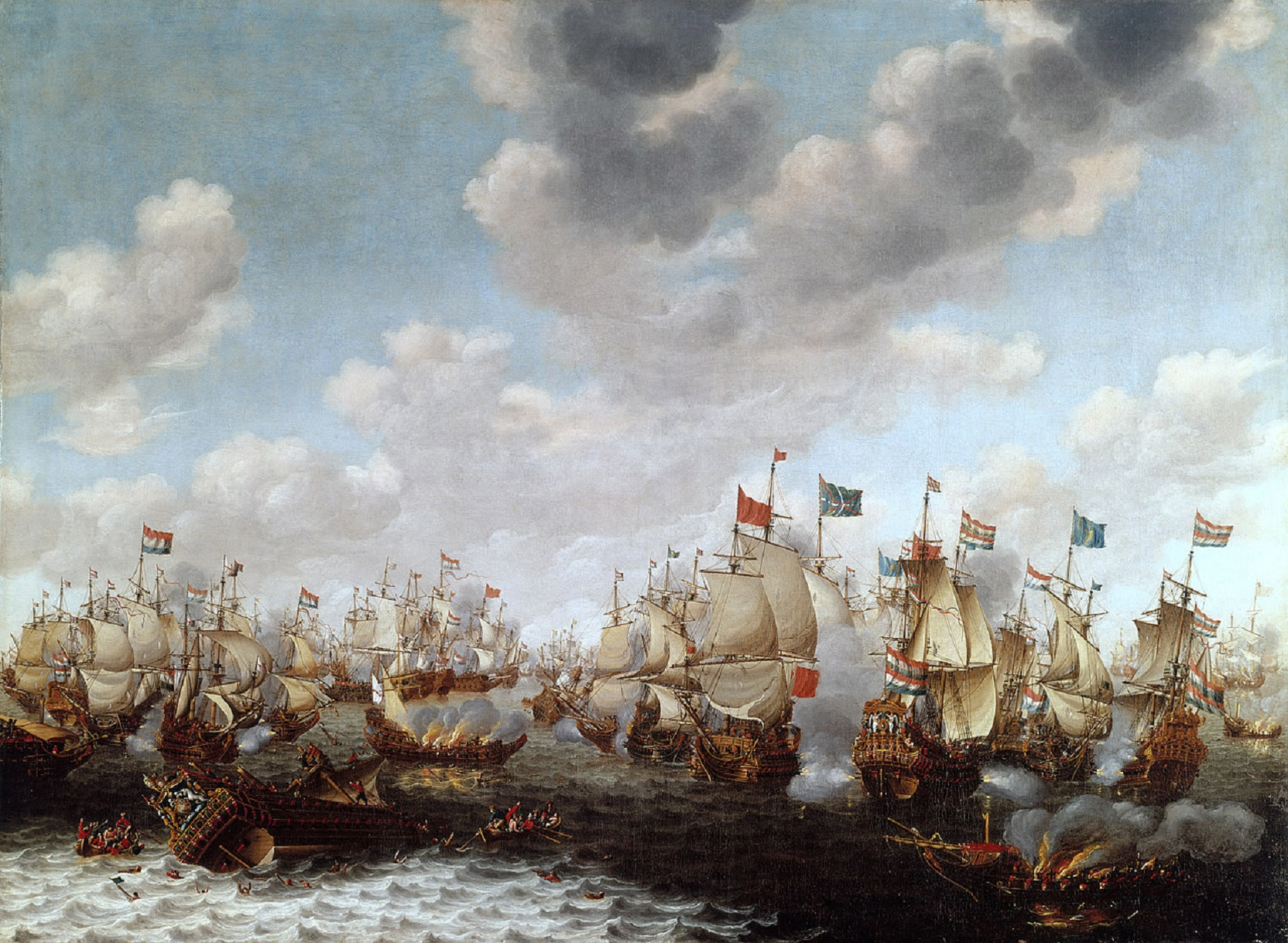
La bataille des Quatre Jours par Pieter Cornelisz van Soest

La bataille des Quatre Jours est une bataille navale de la deuxième guerre anglo-néerlandaise qui se déroula du 11 au 14 juin 1666 (1er au 4 juin selon le calendrier julien alors en usage en Angleterre), au large des côtes flamandes et de l'Angleterre.

## Contexte

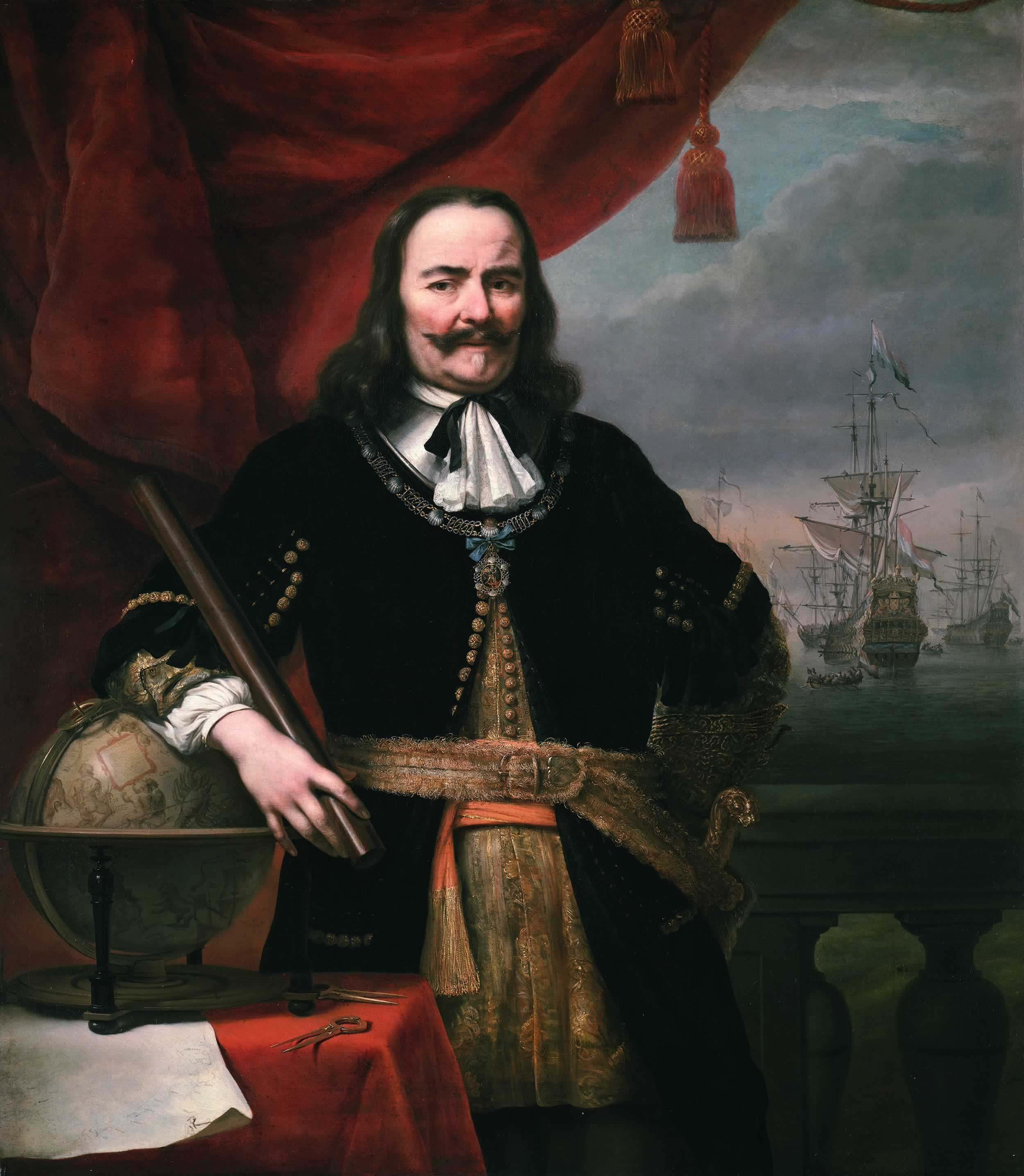
Michiel de Ruyter

En juin 1665, les Anglais ont battu les Néerlandais à la bataille de Lowestoft, mais n'ont pas réussi en tirer parti. Après la bataille de Vågen, la flotte néerlandaise des épices, chargée de richesses fabuleuses, est parvenue à bon port. La marine néerlandaise s'est considérablement accrue par le plus grand programme de construction de son histoire. En août 1665 la flotte anglaise est de nouveau engagée dans des escarmouches. En 1666, l'Angleterre projette de détruire la marine néerlandaise avant qu'elle ne soit devenue trop puissante et voudrait en finir avec les corsaires néerlandais qui menacent son commerce maritime.
Apprenant qu'une flotte française de cinquante voiles, commandée par le duc de Beaufort à laquelle se sont joints 8 navires de guerre hollandais, a quitté Toulon le 20 avril et s'apprête à rejoindre la flotte hollandaise à Dunkerque, les Anglais tentent de s'interposer. Tandis qu'une escadre commandée par le prince Rupert bloque le pas de Calais, leur force principale attaque la flotte néerlandaise.
La flotte anglaise compte environ 56 navires commandés par George Monck, 1er duc d'Albemarle, qui commande également l'escadre rouge. La flotte néerlandaise compte environ 84 puissants bâtiments sous les ordres du lieutenant-amiral Michiel de Ruyter.

## Premier jour

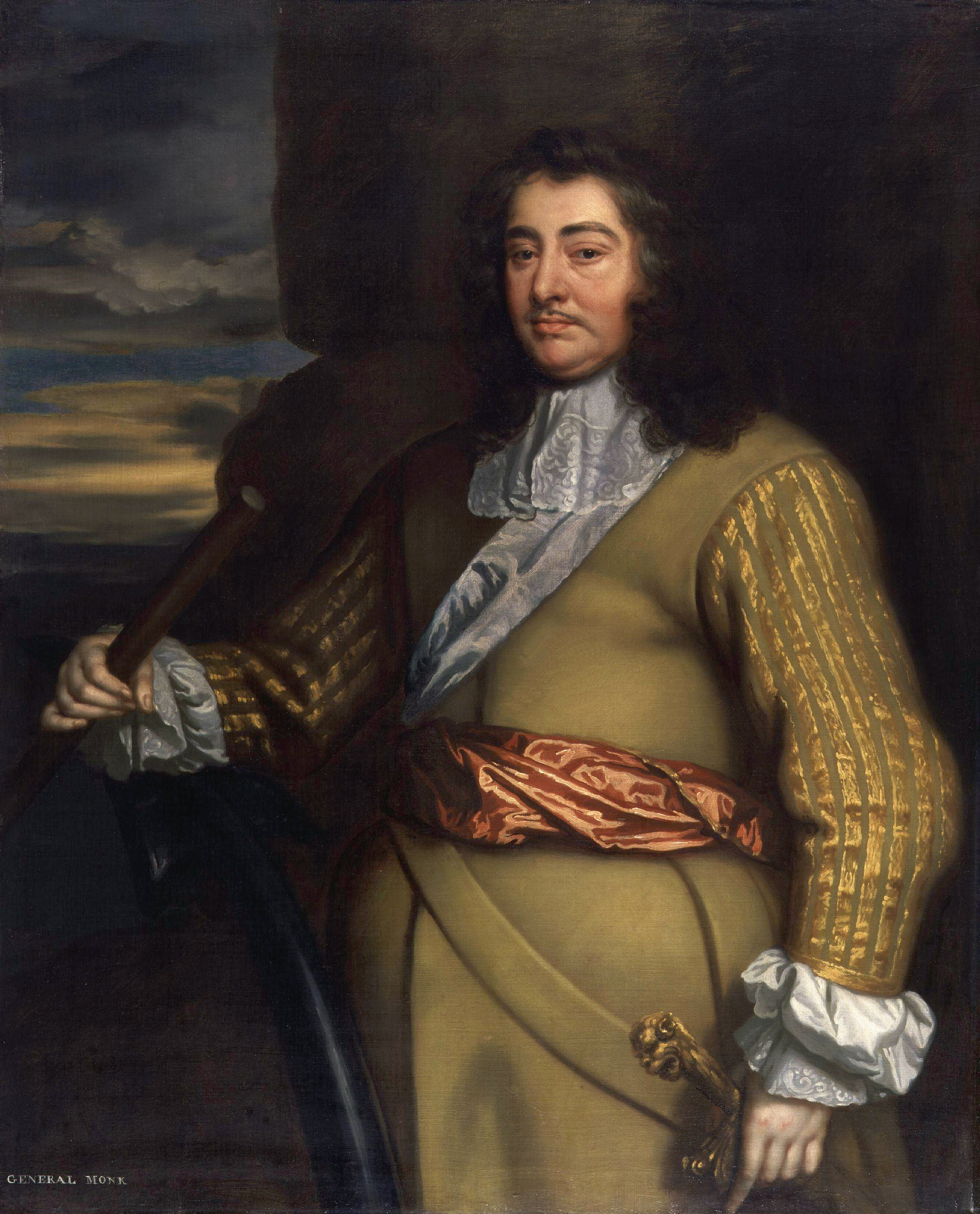
George Monck

Le 11 juin, George Monck fait voile à l'avant de la flotte. George Ayscue commande l'escadre blanche derrière lui et Thomas Teddiman, l'escadre bleue formant l'arrière-garde. La flotte néerlandaise est surprise à l'ancre près de Dunkerque. Malgré les conditions météorologiques défavorables, Monck décide d'attaquer l'arrière des Néerlandais, commandée par lieutenant-amiral Cornelis Tromp, espérant le paralyser avant que le centre et l'avant ne puissent intervenir. Après avoir envoyé à Rupert l'ordre de le rejoindre au plus vite, Monck attaque Tromp qui fuit vers les hauts-fonds flamands. Monck se porte vers le nord-ouest, à la rencontre du centre néerlandais de Ruyter et de l'avant-garde, commandée par le lieutenant-amiral Cornelis Evertsen l'Ancien.
En manœuvrant, le Liefde, navire de Tromp, entre en collision avec le Groot Hollandia. Voyant cela, le vice-amiral anglais Berkeley, à bord du HMS Swiftsure, tente de l'aborder. Immédiatement le Callantsoog et le Reiger viennent à la rescousse du navire amiral, détruisant le gréement du navire anglais. Alors que Berkeley est mortellement blessé à la gorge par une balle de mousquet, son navire est capturé.

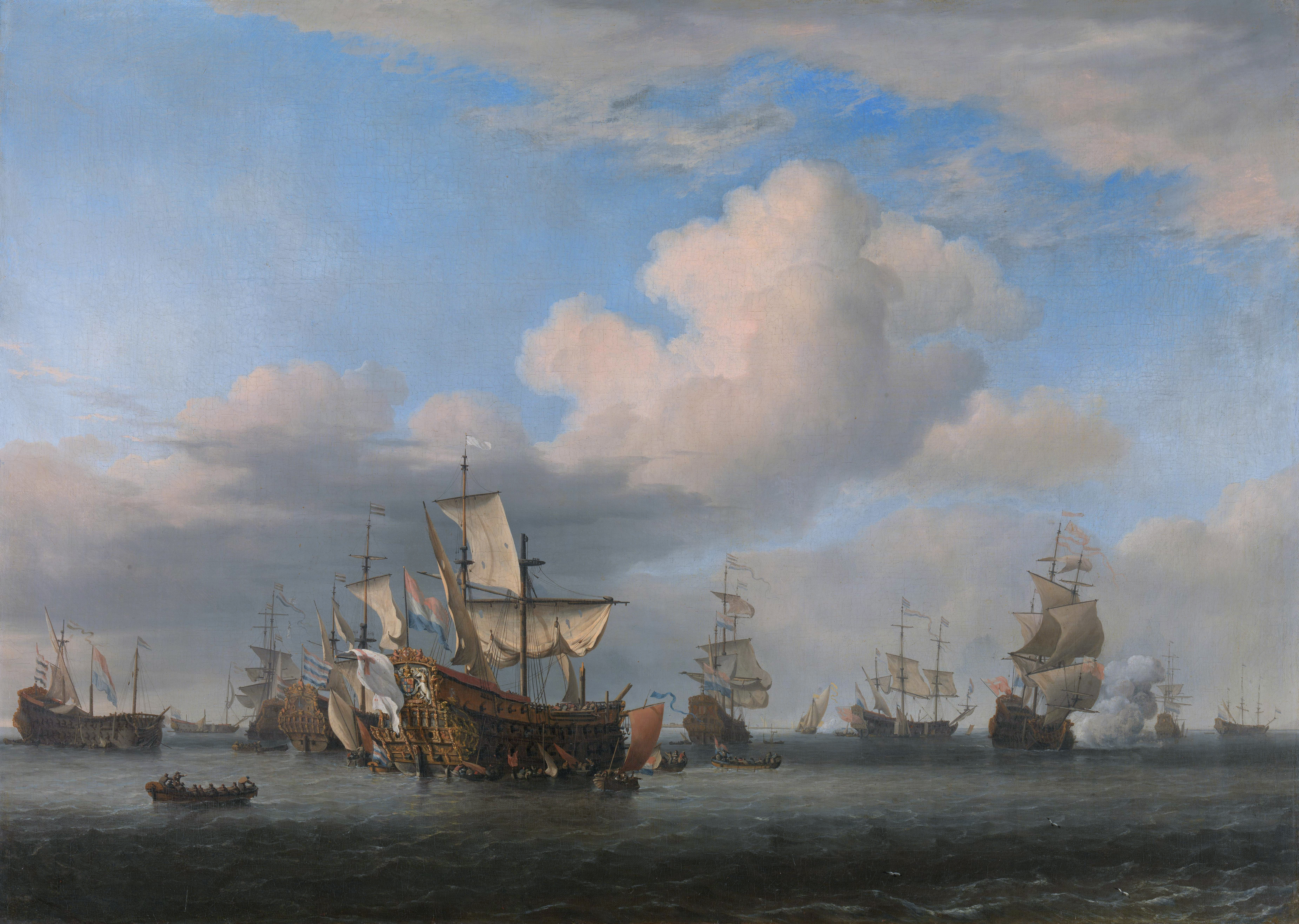
les Swiftsure, Seven Oaks and Loyal George capturés et naviguant sous les couleurs néerlandaises, par Willem van de Velde le jeune

Endommagé, le HMS Seven Oaks (ancien Sevenwolden) est capturé par le Beschermer. Alors qu'il tentait de venir en aide au Swiftsure, le HMS Loyal George est capturé à son tour. Le HMS Rainbow et le Kent qui avaient initialement repéré la flotte néerlandaise, parviennent à s'enfuir. Le premier, pourchassé par une douzaine de navires de l'escadre de Tromp, parvient à se réfugier dans le port neutre d'Ostende, tandis que l'autre quitte le champ de bataille à la recherche de l'escadre de Rupert.
Une bataille rangée se déroule ensuite entre les deux flottes, placées en ligne, qui se bombardent mutuellement. Le Hof van Zeeland et le Duivenvoorde sont touchés par des grenades incendiaires.
À la nuit tombée, les navires de Monck se retirent, mais le navire-amiral de John Harman (en), le HMS Henry, qui a dérivé vers la ligne hollandaise, est soudainement incendié par deux brûlots. Dans la panique, un tiers de l'équipage se jette à l'eau et se noie. Evertsen propose une reddition, mais malgré la chute de deux mats dont l'un lui écrase la jambe, Harman refuse de se rendre. D'ailleurs l'incendie finit par être maitrisé et après un dernier coup de canon qui fauche Evertsen, le HMS Henry parvient à s'échapper.

## Deuxième jour

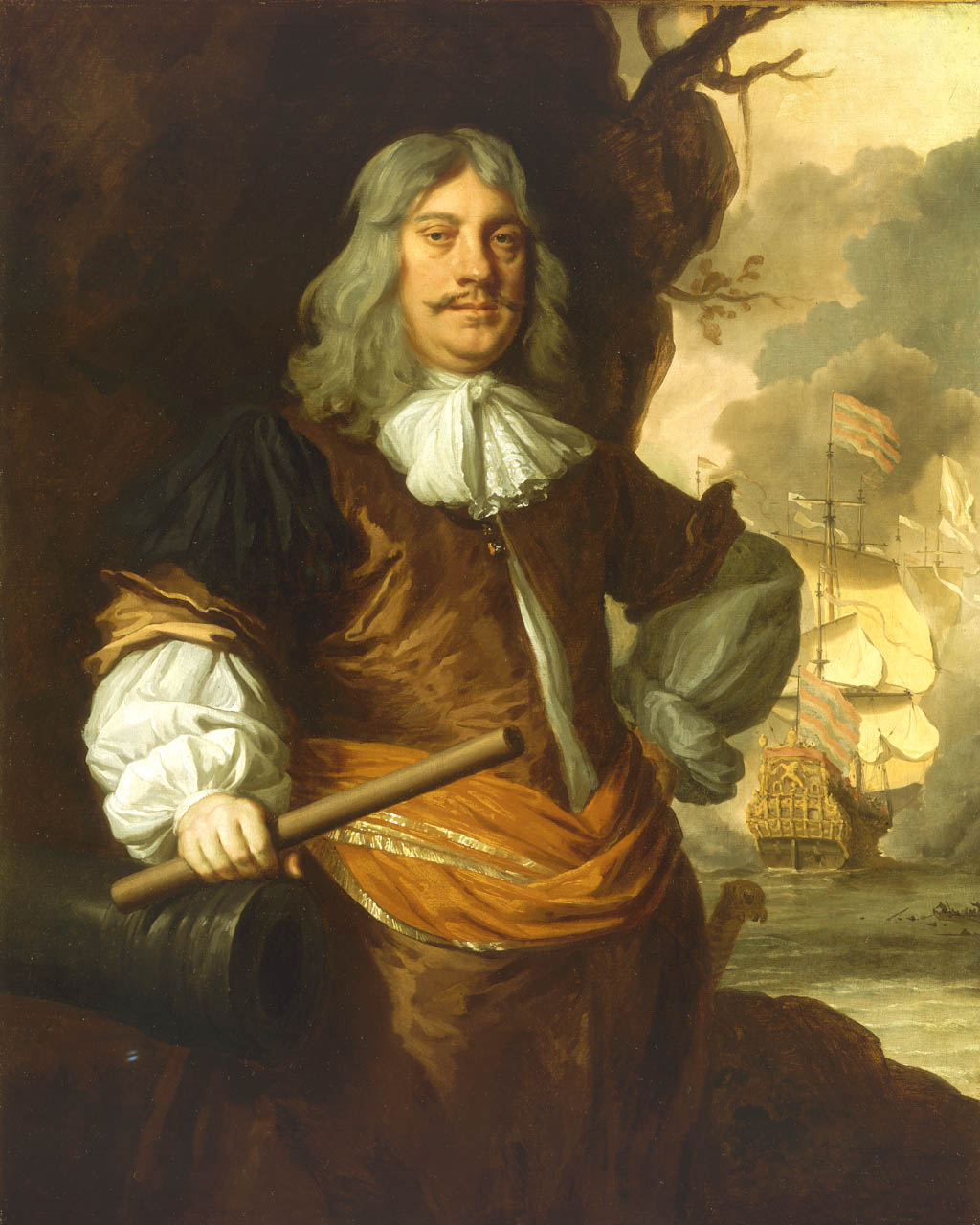
Cornelis Tromp

Le lendemain matin, Monck, par une attaque directe, décide d'en finir avec les Néerlandais, le De Zeven Provinciën de Ruyter venant du sud-ouest, sous vent favorable, croise sa route et endommage sévèrement la flotte anglaise. Le HMS Anne, HMS Bristol et HMS Baltimore doivent se réfugier dans l'estuaire de la Tamise.
Après s'être retiré le temps de quelques réparations, le Zeven Provinciën fait demi-tour, et retourne à l'attaque des Anglais. Au mât flotte le drapeau rouge, signe de l'attaque, mais au moment où il s'approche de la ligne ennemie Ruyter à sa grande stupéfaction, constate que l'escadre de Tromp qui constitue son arrière-garde, est restée au centre de la ligne ennemie. Déjà célèbre pour son habituelle insubordination, cette fois Tromp n'a tout simplement pas vu les drapeaux et n'a pas suivi le gros de la flotte néerlandaise. Déjà le Liefde est en flammes. À bord du Spieghel, le second de Tromp, le vice-amiral Abraham van der Hulst, a reçu une balle de mousquet dans la poitrine et meurt. Alors qu'il sombre, le navire est abandonné.
Suivi du vice-amiral Johan de Liefde, Ruyter traverse une nouvelle fois la ligne ennemie, tandis que le reste de la flotte néerlandaise sous le commandement de Aert van Nes se dirige vers le sud. La manœuvre permet aux navires de Tromp de se sortir du piège et de rejoindre le gros de la flotte néerlandaise.

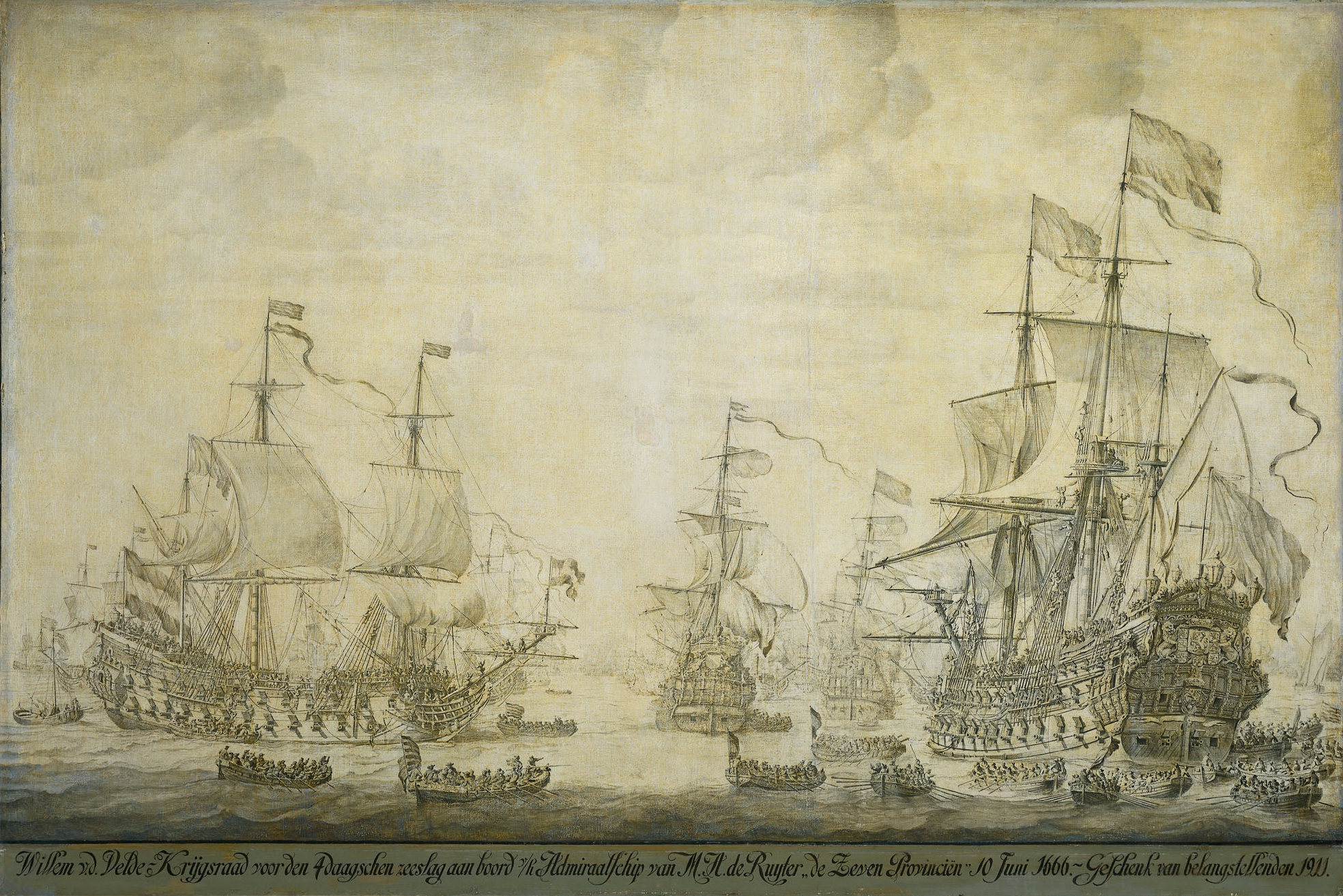
Le Zeven Provinciën par Willem van de Velde le vieux, 1666

Tromp qui selon son habitude, a déjà changé pour la quatrième fois de navire, rend visite à Ruyter pour le remercier de son sauvetage. Les deux hommes sont dans une humeur sombre. l'amiral de l'arrière Frederick Stachouwer (nl) a également été tué. La veille, le Hollandia endommagé est rentré au port accompagné de la Gueldre, Delft, Reiger, Asperen et Beschermer pour escorter les trois navires anglais capturés. Maintenant les Pacificatie, Vrijheid, Provincie Utrecht et Calantsoog endommagés doivent également rentrer. L'escadre de l'arrière se trouve considérablement réduite. En outre, l'ennemi est maintenant sous vent favorable.
Trois fois de suite, les deux flottes passent en ligne l'une devant l'autre. Au cours du deuxième passage, le Zeven Provinciën est touché et Ruyter doit quitter le combat pour réparer son vaisseau. Plus tard, certains historiens furent tentés de l'accuser de lâcheté, mais Ruyter a pris le soin d'écrire des ordres stricts et détaillés afin de prévenir une répétition des événements de la bataille de Lowestoft durant laquelle la perte du vaisseau amiral avait désorganisé la flotte néerlandaise. Le commandement revient au lieutenant-amiral Aert van Nes.
Lors du troisième passage, les Néerlandais sont sous le vent. Leurs canons sont dans une position qui favorise la portée. Plusieurs navires anglais en font les frais et subissent de terribles dégâts. Le HMS Loyal Subject retourne à son port d'attache. Le HMS Black Eagle (ancien Groningen) a érigé le pavillon de détresse, mais il se désintègre avant qu'aucune aide ne lui parvienne.
Vers 15 heures, une flottille de douze navires néerlandais apparaît à l'horizon. Les pires craintes de Monck semblent se réaliser. L’événement, en effet, ne le surprend pas, les Anglais avaient appris de leur excellent réseau de renseignements que les Néerlandais prévoyaient de garder une quatrième escadre en réserve tactique. Ces nouveaux navires sont sûrement l'avant-garde de cette nouvelle force. Après avoir fait le compte des navires encore opérationnels, Monck décide de se retirer.
En fait, juste avant la bataille Ruyter s'était laissé convaincre par les autres amiraux de n'utiliser que trois escadres. Monck n'avait jamais remarqué que le Rainbow avait disparu et il ne savait pas que Berkeley n'était plus là. La douzaine de navires qui pointent à l'horizon sont ceux de l'escadre de Tromp, partis à leur poursuite et qui maintenant rejoignent la lutte après que leur proie a trouvé refuge à Ostende. À 16 heures, l'ensemble de la flotte anglaise vire sud-ouest. Le Saint Paul (ancien Sint Paulus), est encore capturé dans la soirée.

## Troisième jour

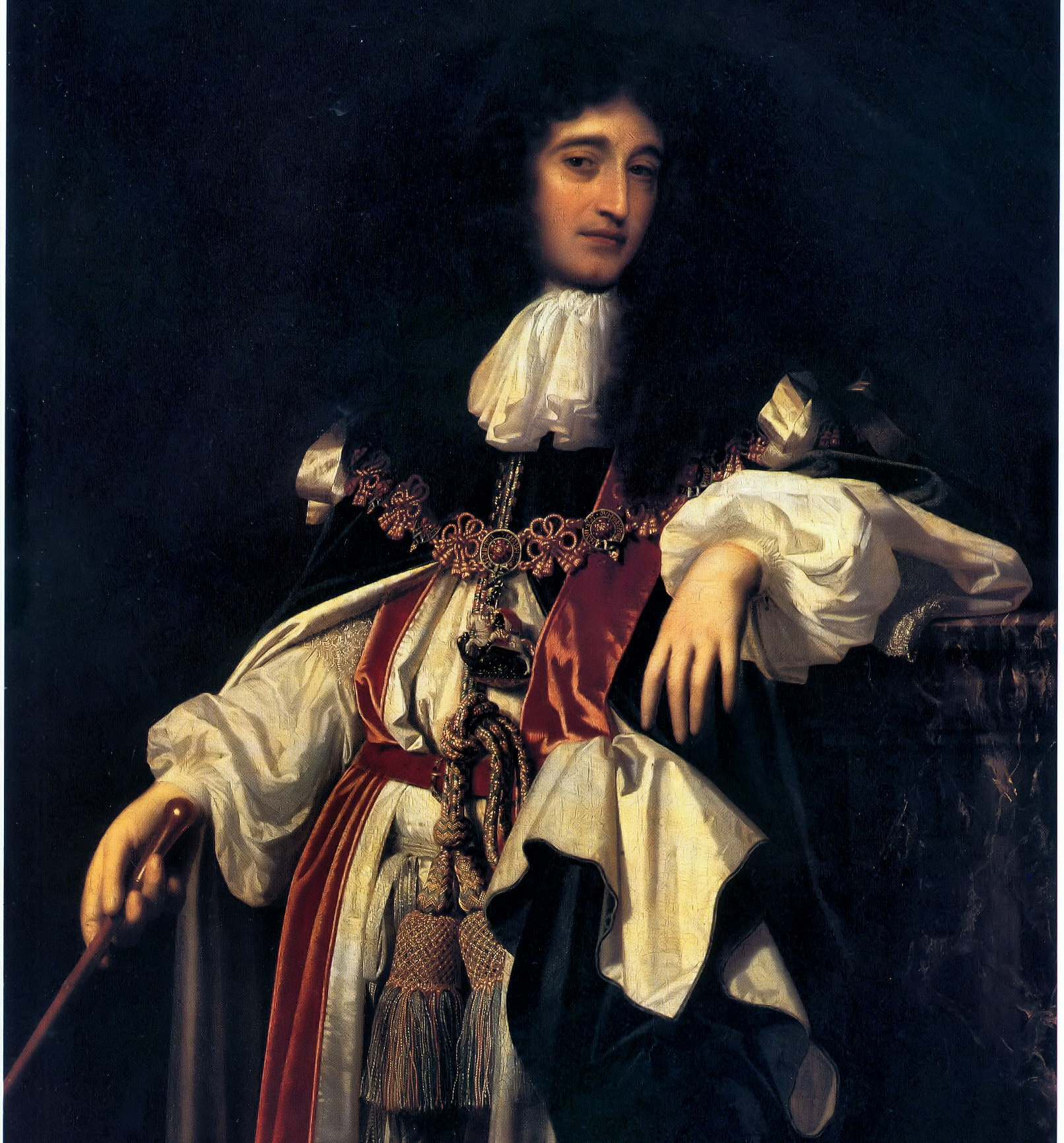
Le prince Rupert

Le troisième jour, les Anglais continuent de se replier vers l'ouest. Les Néerlandais avancent sur un large front. Van Nes est encore aux commandes quand apparaissent les vingt navires de Rupert. Dès le premier jour, dans la soirée, il a bien reçu l'ordre de rejoindre Monck. Mais lancé à la recherche de la flotte française jusque vers l'île de Wight, il n'avait pu rejoindre Monck plus tôt.
Malgré la marée basse et la proximité dangereuse du banc du Galloper, Monck ordonne à sa flotte de se fixer en ligne en attendant l'escadre verte. Le HMS Royal Charles, HMS Royal Katherine et le HMS Prince Royal s'échouent. Les deux premiers parviennent à se dégager, mais le HMS Prince Royal demeure immobilisé.

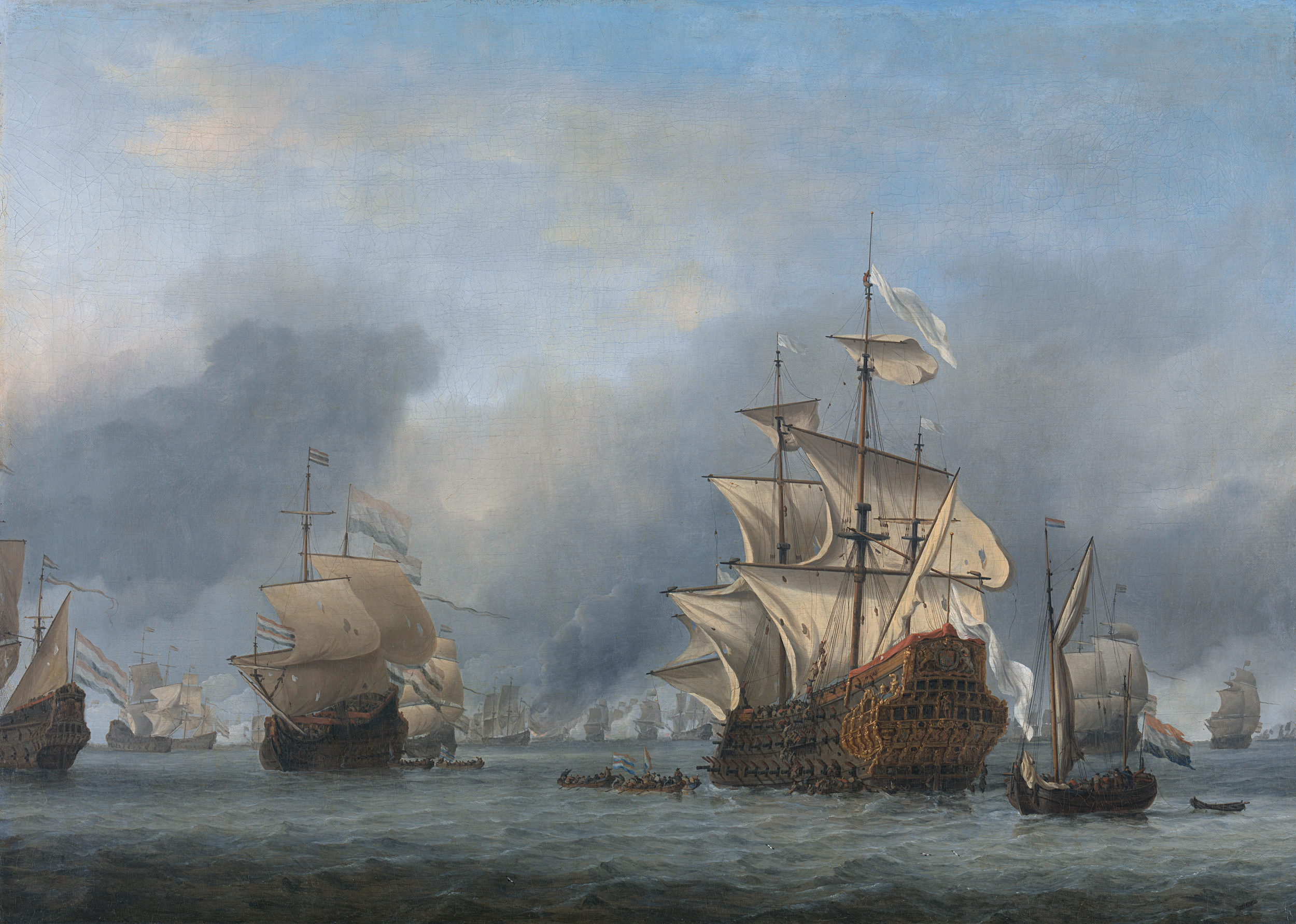
La reddition du Prince Royal par Willem van de Velde

Le vice-amiral George Ayscue, est partisan d'attendre que la marée remonte pour dégager le navire, mais quand deux brûlots s'approchent les membres de l'équipage sont pris de panique. Un certain Lambeth descend le drapeau qu'Ayscue amène à Tromp à bord du Gouda. C'est la première et dernière fois dans l'histoire qu'un amiral britannique de si haut rang est capturé en mer. Ruyter a clairement l'ordre de détruire toute prise, et la flotte anglaise étant toute proche, cette fois il n'est pas question de désobéir. Malgré le capital que représente un tel navire, Tromp ordonne d'incendier le HMS Prince Royal
Alors que Van Nes tente d'empêcher la jonction des deux flottes anglaises, Ruyter reprend le commandement et ordonne d'attendre que les vents soient de nouveaux favorables.

## Quatrième jour

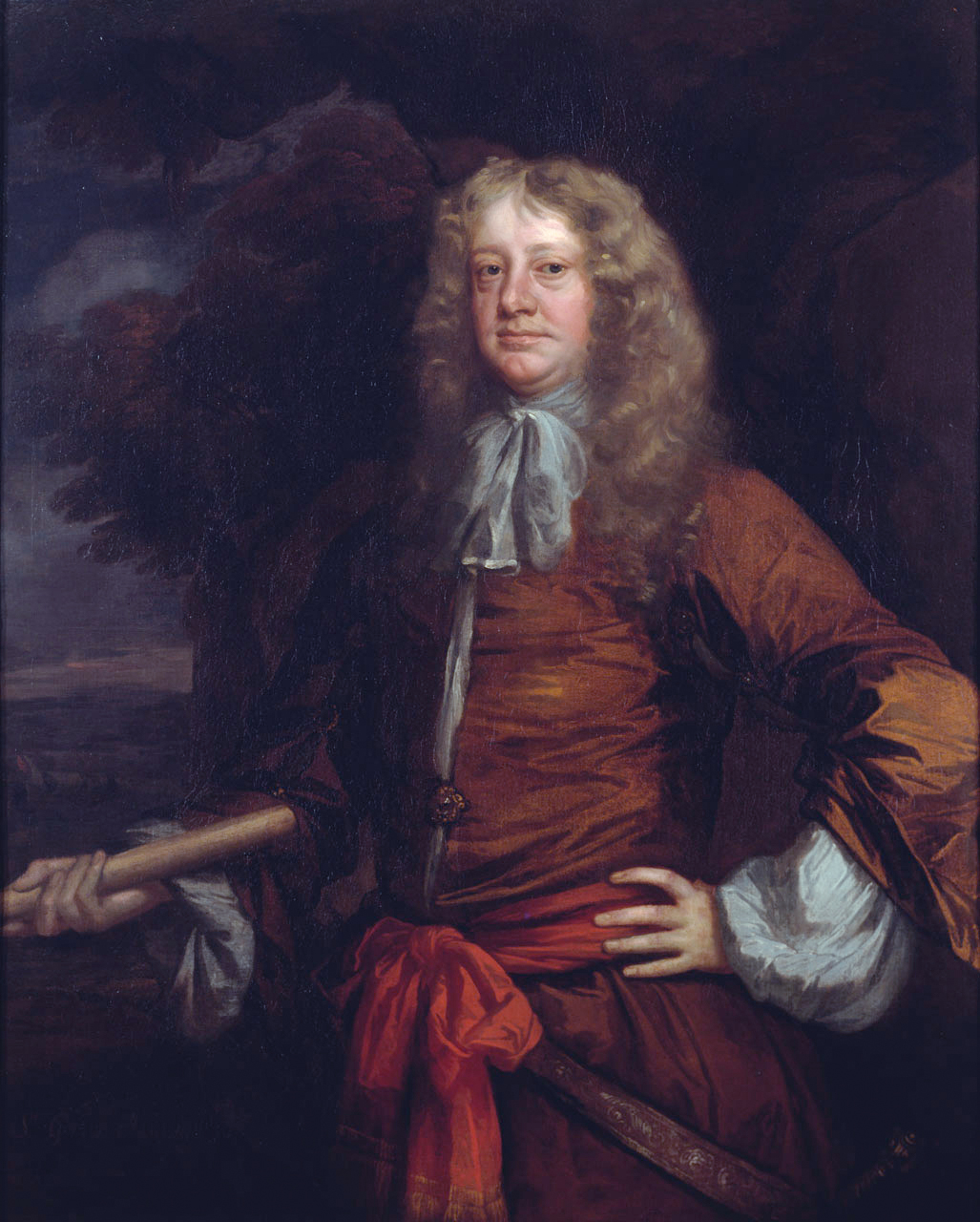
George Ayscue

Tôt le lendemain matin, la flotte anglaise a été rejointe par vingt-trois autres navires. Avec ces 23 nouvelles unités, elle compte maintenant 60 à 65 navires. Les Anglais attaquent en ligne. Myngs a désormais en charge l'avant de l'escadre, Rupert est au centre et Monk à l'arrière. Mais au sud-ouest, l'escadre néerlandaise bénéficie du vent favorable et passe à son tour à l'attaque. Ruyter qui a essayé de faire comprendre à ses hommes que le combat de cette journée sera déterminant pour le sort de la guerre, a prévu de perturber la ligne anglaise en la brisant en trois endroits et de s'occuper d'une de ces trois parties avant de passer à une autre.
Un farouche combat s'engage bord à bord entre le Ridderschap commandé par Johan de Liefde et le Victory de Christopher Myngs. Ce dernier est mortellement touché par deux balles de mousquet et meurt durant son retour à Londres.
Les Anglais tentent de se libérer en forçant ensemble le passage au sud. Mais Tromp et Van Nes les encerclent. Monck se porte alors vers le nord. L'escadron de Tromp le prend en chasse, mais Van Nes est forcé de se retirer quand le Landman est incendié par un brûlot. Craignant pour l'issue de la bataille, Ruyter soulève le pavillon rouge et ses navires passent à l'attaque. Lorsque Rupert s’apprête à en faire autant, trois coups de canons successifs démâtent son HMS Royal James et l'ensemble de l'escadre verte quitte la bataille par le sud, protégeant le navire amiral pris en remorque.

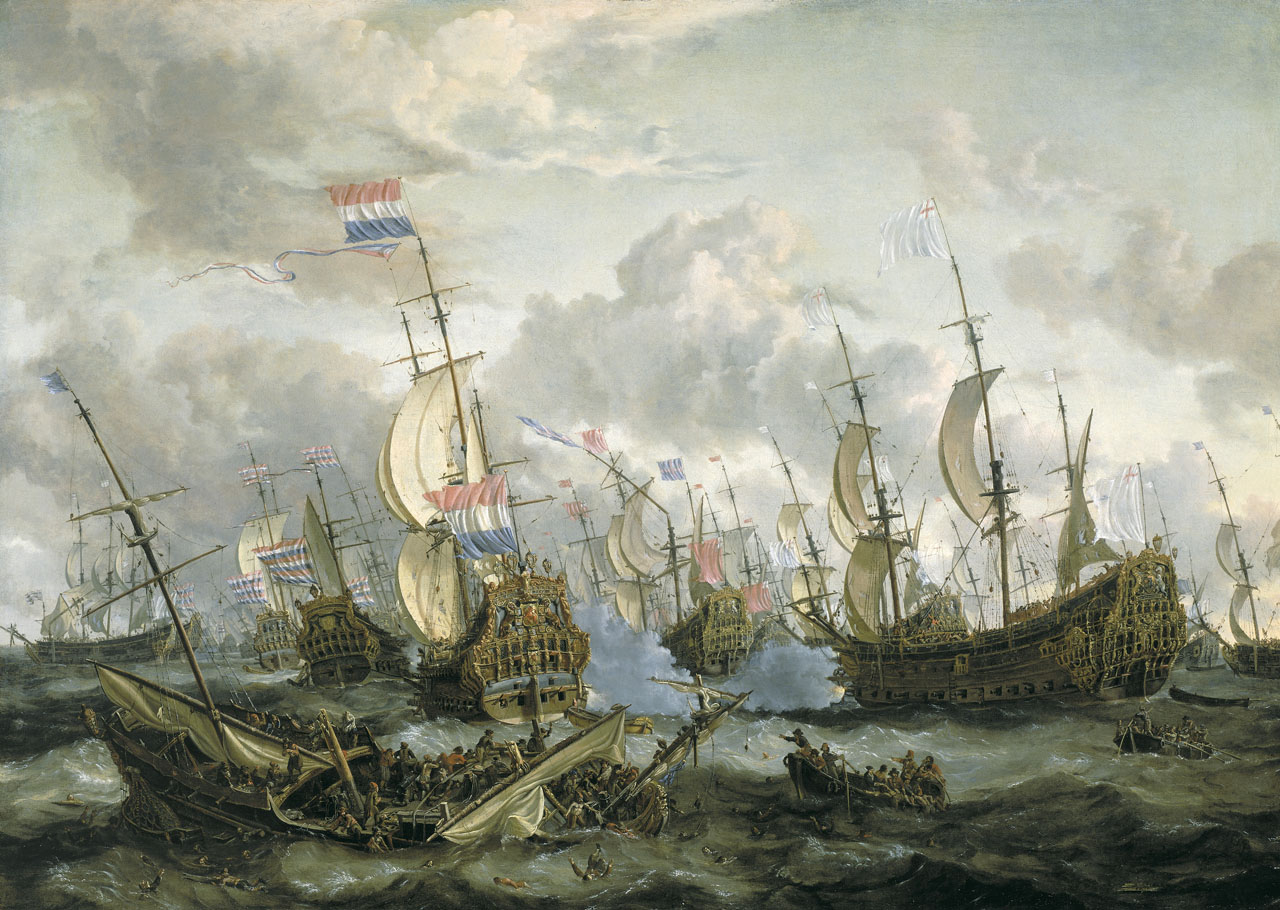
Le Prince Royal à la bataille des Quatre jours (Abraham Storck)

Ruyter est à la merci d'une attaque du gros de la flotte de Monck. Mais après trois jours de combats, beaucoup de navires anglais sont à court de munitions alors que les Néerlandais en ont encore en quantité suffisante. Construit avec des sainte-Barbes relativement plus importantes, leurs bâtiments sont équipés de canons d'un calibre moins important consommant moins de poudre. De plus, la cadence de tir des équipages hollandais moins entrainés a permis d’économiser les munitions. Quatre navires sont arraisonnés et capturés par les Hollandais: le HMS Clove Tree (ancien Nagelboom de la compagnie des Indes) capturé par le Wassenaar, le HMS Convertine le HMS Essex et le HMS Black Bull, capturés par l'amiral de Frise Hendrik Brunsvelt.
Alors que la flotte anglaise profite d'un épais brouillard pour s'échapper, Ruyter décide de rompre le combat, sa propre flotte étant trop fortement endommagée.

## Conséquences
Ayant parié sur le fait que les équipages des nouveaux navires de ligne néerlandais ne seraient pas encore complètement formés, les Anglais doivent déchanter. Ils ont perdu dix navires, 2 800 hommes, et deux amiraux : Christopher Myngs et William Berkeley, alors que l'amiral George Ayscue et 2 000 marins sont faits prisonniers. Ayant perdu tellement d'hommes qu'il est incapable de maintenir la puissance de feu de ses canons, le HMS Sovereign of the Seas a dû quitter la bataille. Presque à court de munitions, la flotte anglaise se désengage.
De leur côté, les Hollandais ont perdu 4 navires et 1 500 hommes, parmi lesquels les amiraux Cornelis Evertsen et Abraham van der Hulst.
Les deux camps clament la victoire, surtout du côté anglais où on allume des feux de joie dans les rues de Londres. À La Haye comme à Londres on chante des Te Deum. Mais le coût des réparations est énorme et épuise le trésor anglais. La bataille des Quatre Jours est généralement vue comme une victoire tactique mineure mais d'une importance stratégique pour les Néerlandais.
Deux mois plus tard, la flotte anglaise affronte à nouveau la flotte néerlandaise, à la bataille de North Foreland (St. James's Day Battle pour les Anglais). Même si elle en sort victorieuse, l'Angleterre ne parvient pas à détruire la flotte néerlandaise.

## Sources
- (en) Cet article est partiellement ou en totalité issu de l’article de Wikipédia en anglais intitulé « Four Days' Battle » (voir la liste des auteurs).
- The history of England - David Hume - 1826
- Battles of the British Navy - Joseph Allen - 1852
- Mémoires du marquis de Pomponne ministre et secrétaire d'état au Département des Affaires Étrangères - de Jérôme Mavidal - 1861

## Pour en savoir plus